# کاتلین مک‌کین گادفری
 کاتلین مک‌کین گادفری (انگلیسی: Kathleen McKane Godfree؛ زاده ۷ مهٔ ۱۸۹۶ درگذشته ۱۹ ژوئن ۱۹۹۲) یک تنیس‌باز اهل بریتانیا بود.